# TalkOrigins Archive
O TalkOrigins Archive é um site que apresenta perspectivas científicas ao público geral sobre as manifestações antievolução por parte daqueles que são contra ela, principalmente criacionistas das divisões mais amplas existentes, chamadas de "Terra Jovem", "Terra Velha" e "Design Inteligente". Com seções sobre evolução, criacionismo e evolução dos hominídeos, este site provê grande volume de material sobre biologia evolucionária e os aspectos sócio-políticos do "movimento" antievolução.